# Raduga Ch-22
Die Ch-22 Burja (russisch Х-22 Буря, dt. Sturm) ist ein flugzeuggestützter Seezielflugkörper und Marschflugkörper aus sowjetischer Produktion. Der Systemindex der Sowjetarmee für den Raketenkomplex lautet K-22, im GRAU-Index wird der Raketenkomplex als D-2 bezeichnet, und der NATO-Codename lautet AS-4 Kitchen.

## Entwicklung
Am 17. Juni 1958 erteilten das Zentralkomitee der KPdSU sowie der Ministerrat der UdSSR den Auftrag zur Entwicklung eines neuen flugzeuggestützten Seezielflugkörpers. Der neue Seezielflugkörper sollte in großer Höhe mit Überschallgeschwindigkeit fliegen und gegen Flottenverbände mit starker Flugabwehr eingesetzt werden. Als Startplattform sollte der Bomber Tu-22K „Blinder-B“ verwendet werden. Der Entwicklungsauftrag wurde dem OKB-155 (Mikojan-Gurewitsch) zugesprochen, aus welchem später das OKB-155-2 (Raduga) ausgegliedert wurde. Weiter war auch das OKB-156 (Tupolew) bei der Entwicklung involviert. Von Anfang an entwickelte man zwei Ausführungen der Ch-22: einen Marschflugkörper gegen stationäre Landziele sowie einen Seezielflugkörper. Später kam auch eine Ausführung mit einem passiven Radarsuchkopf zur Bekämpfung von Radaranlagen hinzu. Die Flugtests an einer umgebauten Tu-16 „Badger“ begannen im Juli 1961. Der erste Teststart einer Ch-22 ab diesem Flugzeug erfolgte 1962. Im selben Jahr begannen die Flugtests an den beiden Tu-22K-Prototypen. Technische Probleme sowie der Absturz einer der beiden Tu-22K führten Verzögerungen und der Ch-22-Entwurf musste mehrfach nachgebessert werden. Im Jahr 1967 waren die staatlichen Abnahmetests abgeschlossen und die Ch-22 wurde bei den Sowjetischen Seefliegerkräften in Dienst gestellt. Bei den Sowjetischen Fernfliegerkräften wurde die Ch-22 im Jahr 1971 eingeführt. Insgesamt wurden knapp 3.000 Ch-22 produziert. Davon waren im Jahr 1997 noch 300 bei der Truppe und eine unbekannte Anzahl war eingelagert. In den späten 1980er-Jahren begann die Entwicklung der verbesserten Ausführung Ch-32. Nach einigen Verzögerungen wurde die Ch-32 im Jahr 2016 bei den Streitkräften Russlands eingeführt.

## Varianten
Die Ch-22-Lenkflugkörper wurden in verschiedenen Varianten an die aktuelle Bedrohungslage angepasst und modernisiert. Neben Neukonstruktionen wurden auch ältere Flugkörper bis in die 1980er-Jahre auf einen neuen Stand nachgerüstet. Von allen Varianten existiert jeweils eine Ausführung mit einem Penetrations-Gefechtskopf, einem Splittergefechtskopf oder einem Nukleargefechtskopf. Es wurden die folgenden Ch-22-Varianten hergestellt:
- Ch-22PG: Seezielflugkörper mit aktiver Radarzielsuche sowie R201-300-(S5.33)-Raketentriebwerk. Eingeführt 1967. Fluggeschwindigkeit Mach 3,4. Reichweite 400 km.
- Ch-22P: Ausführung der Ch-22PG mit passivem Radarsuchkopf zur Bekämpfung von Radaranlagen. Eingeführt 1972.
- Ch-22PSI: Ausführung der Ch-22PG als Marschflugkörper mit Trägheitsnavigationsteuerung. Eingeführt 1971. Reichweite 400 km.
- Ch-22M: Seezielflugkörper für den Einsatz ab der Tu-22M2 „Backfire-B“ und Tu-95K-22 „Bear-G“. Mit aktiver Radarzielsuche, verbesserter Elektronik und verbessertem S5.33M-Raketentriebwerk. Zwischen 1967 und 1975 entwickelt. Fluggeschwindigkeit über Mach 4,5. Reichweite 450 km.
- Ch-22MP: Ausführung der Ch-22M mit passivem Radarsuchkopf zur Bekämpfung von Radaranlagen. Eingeführt 1975.
- Ch-22MA: Ausführung der Ch-22M als Marschflugkörper mit verbesserter Trägheitsnavigationsteuerung. Eingeführt 1975. Reichweite 570 km.
- Ch-22N: Seezielflugkörper mit aktiver oder passiver Radarzielsuche. Für den Einsatz im Tiefflug mit einer minimalen Starthöhe von 1.000 m. Mit neuem S5.44-Raketentriebwerk. Eingeführt 1976. Fluggeschwindigkeit Mach 4,0. Reichweite 400 km.
- Ch-22NA: Ausführung der Ch-22N als Marschflugkörper mit Trägheitsnavigationsteuerung und radarbasiertem TERCOM-Suchkopf (Gelände-Kontur-Abgleich). Eingeführt 1976. Reichweite 460 km.
- Ch-22B: Experimental-Lenkflugkörper mit einer aeroballistischen Flugbahn. Flughöhe 70 km mit Mach 6,0.
- Ch-32: Neue Version eingeführt 2016.[13] Mit komplett neuer Elektronik, U501M-Radarsuchkopf, neuem Raketentriebwerk, GLONASS / GPS-Satelliten-Navigationssystem, 2-Weg Datenlink und 500 kg schwerem TK-56-Gefechtskopf.[14] Fluggeschwindigkeit über Mach 4. Flughöhe über 40 km. Reichweite 600–1.000 km.[15][16] Russland plant die Nachrüstung älterer Ch-22 auf den Stand der Ch-32.[4]

## Technik

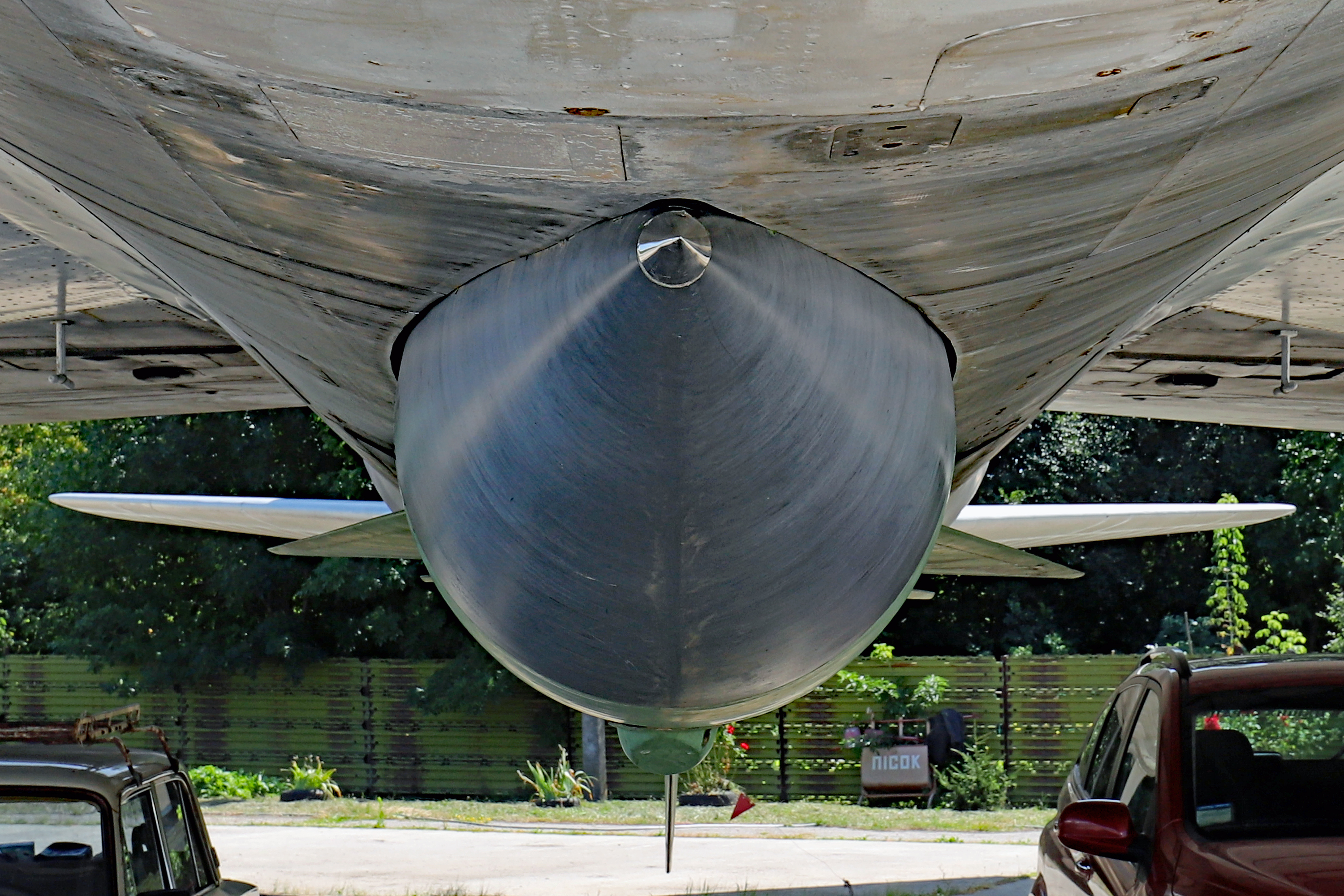
Ch-22 unter einer Tu-22KD

Die Ch-22 gehört mit einem Gewicht von über 5,5 Tonne und einer Länge von über 11 m zu den weltweit größten und schwersten Luft-Boden-Raketen. Der Lenkflugkörper dient primär zur Bekämpfung von Flugzeugträgerkampfgruppen und Seekriegsverbänden und wurde dafür konzipiert, ein großes Kriegsschiff mit einem Treffer zu versenken oder zumindest operationsunfähig zu machen. Mit der nuklearen Variante kann ein ganzer Flottenverband mit einem Schlag vernichtet werden. Die große Reichweite des Lenkflugkörpers ermöglicht es, ihn außerhalb der Reichweite von Luftverteidigungssystemen zu starten. Als Startplattformen wurden ursprünglich die Bomber Tu-22K „Blinder-B“ und später die Tu-22M2 „Backfire-B“ und Tu-95K-22 „Bear-G“. verwendet. Die Tu-22 konnte einen Ch-22-Lenkflugkörper halbversenkt im Waffenschacht transportieren. Die Tu-22M und Tu-95 können jeweils einen Lenkflugkörper halbversenkt im Waffenschacht sowie zwei weitere an Außenlaststationen mitführen. Mit der Außerdienststellung der Tu-22 und der Tu-95 verbleibt einzig die Tu-22M als Startplattform für die Ch-22.
Der Lenkflugkörper besteht aus einem stromlinienförmigen Rumpf mit zwei Tragflächen, zwei Höhenrudern und zwei Leitwerken. Alle Flächen und Ruder haben eine trapezoidförmig Geometrie. Die Tragflächen haben eine Pfeilung von 75°. Das untere Leitwerk ist während dem Transport am Flugzeug auf die Seite gefaltet. Der Rumpf ist aus Stahl sowie aus Titan- und Magnesiumlegierungen gefertigt. Die Lenkflugkörperspitze ist aus Stahl gefertigt und hat unten eine rechteckige Fläche aus nichtleitendem GFK für den Radarsuchkopf. Hinter der Flugkörperspitze befindet sich der aktive PG-Radarsuchkopf gefolgt von dem APK-22-Autopiloten mit einer Trägheitsnavigationsplattform. Dahinter folgt ein Fach mit Trockenbatterien sowie der Gefechtskopf. Dieser kann aus einem 950 kg wiegenden Penetrations-Gefechtskopf, einem 630 kg schwerem Splittergefechtskopf der rund 1.200 Splitter erzeugt oder einem Nukleargefechtskopf mit 200 bis 350 kT bestehen. Dahinter folgt der Treibstofftank mit 3.049 kg TG-02 sowie der Tank für den Oxidator mit 1.015 kg AK-27. Der Flugkörper muss unmittelbar vor ihrem Einsatz auf dem Stützpunkt mit den toxischen Flüssigkeiten betankt werden. Hinter den Tanks folgen die Turbogeneratoren mit dem Stromwender für die Elektrizitätsversorgung. Für die Treibstoffförderung zu dem Triebwerk sind Druckluftspeicher mit nachgeschalteten Treibstoffpumpen verbaut. Weiter gibt es Turbopumpen für die Hydraulik-Aktoren der Steuerflächen. Zuhinterst im Rumpf ist das R-201-300-Raketentriebwerk verbaut. Dieses ist ein Flüssigkeitsraketentriebwerk mit zwei Brennkammern und kann in drei Schubstufen zwischen 9 kN und 83 kN betrieben werden.
Um den Lenkflugkörper gegen ein Seeziel zu starten, müssen dem Bordcomputer des Lenkflugkörpers die ungefähren Koordinaten sowie der Kurs des Zieles übermittelt werden. Diese werden mittels Radar an Bord das Startflugzeuges ermittelt. Dazu kommt das Radar PNA Rubin (NATO-Codename „Down Beat“) von Leninez zur Anwendung. Dieses arbeitet im I-Band und kann, je nach Version Kriegsschiffe auf Distanzen von 350 bis 500 km erfassen. Die Daten werden an den Autopiloten des Lenkflugkörpers weitergegeben und danach kann der Start in einem Höhenbereich von 1.000 bis 16.000 m erfolgen. Nach dem Abwurf vom Flugzeug folgt zunächst eine drei Sekunden dauernde antriebslose Phase. Dann zündet das Raketentriebwerk. Die Ch-22 beschleunigt nun im Steigflug innerhalb von rund 11 Sekunden auf eine Geschwindigkeit von Mach 3,44. Dabei entwickelt das Raketentriebwerk einen Schub von 83 kN. Der Marschflug erfolgt in einer Flughöhe von 18,5 bis 27 km, mit Weiterbeschleunigung auf eine Geschwindigkeit von Mach 4,6 (ca. 4.900 km/h). Während des Marschfluges entwickelt das Raketentriebwerk einen Schub 5,9 kN. Die Ch-22 ist eine Fire-and-Forget-Lenkwaffe und der Flug ins Zielgebiet erfolgt autonom mit Hilfe des Autopiloten. Aktualisierte Zieldaten können mit einem Datenlink von dem Startflugzeug zum Lenkflugkörper gesendet werden. Ein Radar-Altimeter sorgt für den nötigen Sicherheitsabstand zwischen dem Lenkflugkörper und der Meeresoberfläche. Für den Zielanflug kommt der bordeigene – entweder aktive oder passive – Radarsuchkopf zum Einsatz. Wurde das Ziel erfasst, wird es in einem steilen Sturzflug von 30 bis 60° angeflogen. Beim Aufschlag im Ziel wird der konventionelle Gefechtskopf mit dem Aufschlagzünder zur Detonation gebracht. Der Nukleargefechtskopf wird durch einen Näherungszünder über dem Ziel gezündet. Wird die Ch-22 in einer Flughöhe von 16.000 m gestartet, beträgt die maximale Reichweite je nach Version 500 bis 570 km. Beim Start in einer Höhe von 1.000 m liegt die maximale Reichweite bei 250 bis 360 km. Die maximale Geschwindigkeit im Tiefflug beträgt 2.200 km/h.
Als Marschflugkörper kann die Ch-22 gegen stationäre, radarreflektierende Landziele eingesetzt werden. Diese werden mittels Radar an Bord das Startflugzeuges ermittelt. Dabei muss das Ziel über einen entsprechend großem Radarkontrast verfügen. Besonders geeignet dafür sind große oder alleinstehende Gebäude und Brücken. Nachdem das Ziel mittels Radar identifiziert wurde, werden im Bordcomputer der Ch-22 die Koordinaten programmiert. Nach dem Start fliegt der der Lenkflugkörper mit Hilfe der Trägheitsnavigationsteuerung autonom zum einprogrammierten Ziel. Da das Trägheitsnavigationssystem jede Flugminute eine Abweichung von mehreren Metern generiert beträgt der Streukreisradius (CEP) rund 500 m. Aufgrund dieser großen Streuung waren die Ch-22-Marschflugkörper während des Kalten Kriegs primär mit einem Nukleargefechtskopf bestückt. Daneben existierte für den Marschflugkörper ein Gefechtskopf mit chemischem Kampfstoff. Dieser 9-A-3261-Gefechtskopf (russisch БЧ-22ВС , BTsch-22WS) war mit 572 kg VX (russische Bezeichnung R-33) beladen. Mit dem verbesserten Ch-22NA-Marschflugkörper kommt beim Zielanflug ein radarbasierter TERCOM-Suchkopf (Gelände-Kontur-Abgleich) zur Anwendung. Mit diesem soll ein Streukreisradius von wenigen Dutzend Metern erreicht werden. Diese Ausführung kann auch mit einem Splittergefechtskopf bestückt werden. Dieser wird mit einem Laser-Annäherungszünder oder einem Aufschlagzünder zur Detonation gebracht.

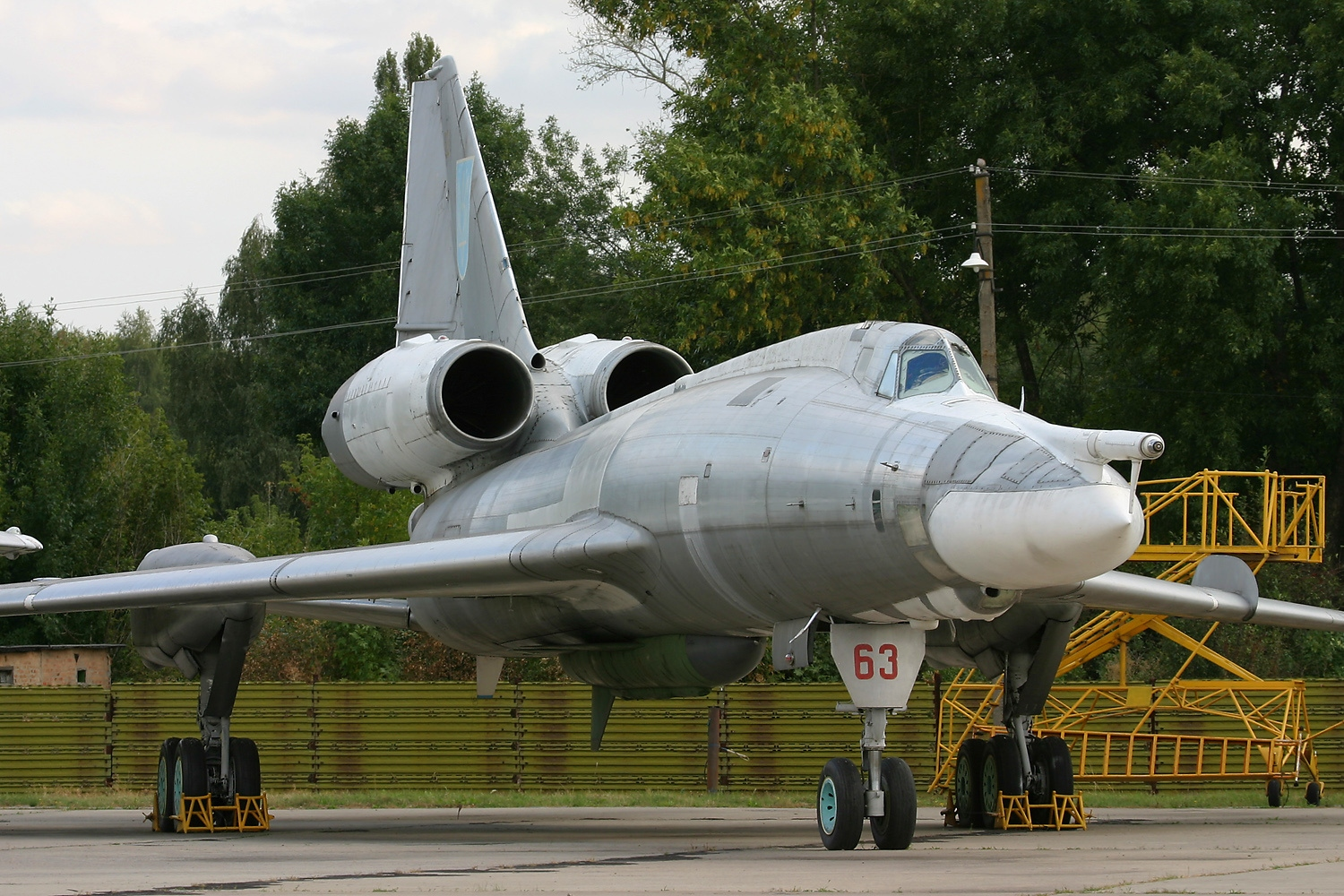
Tu-22KD mit einer Ch-22
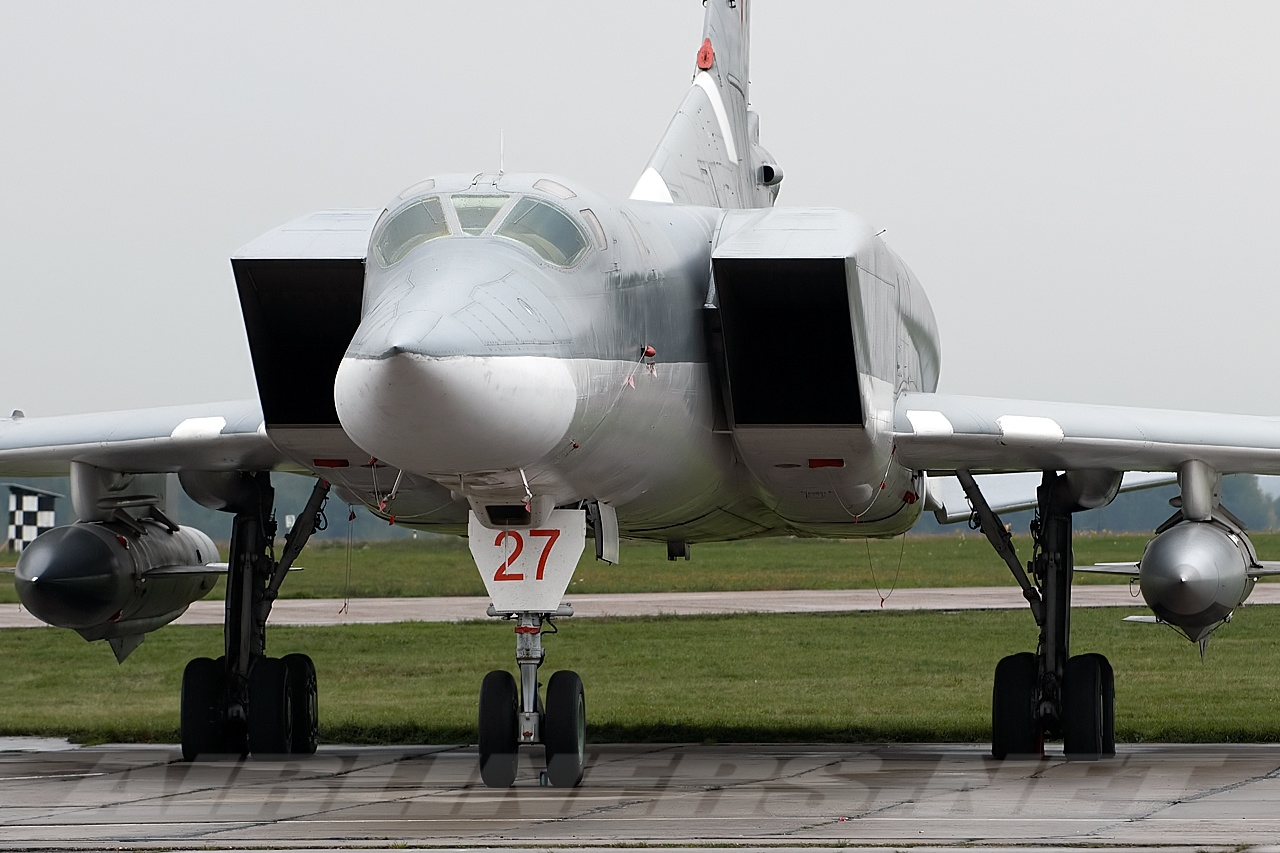
Tu-22M3 mit zwei Ch-22
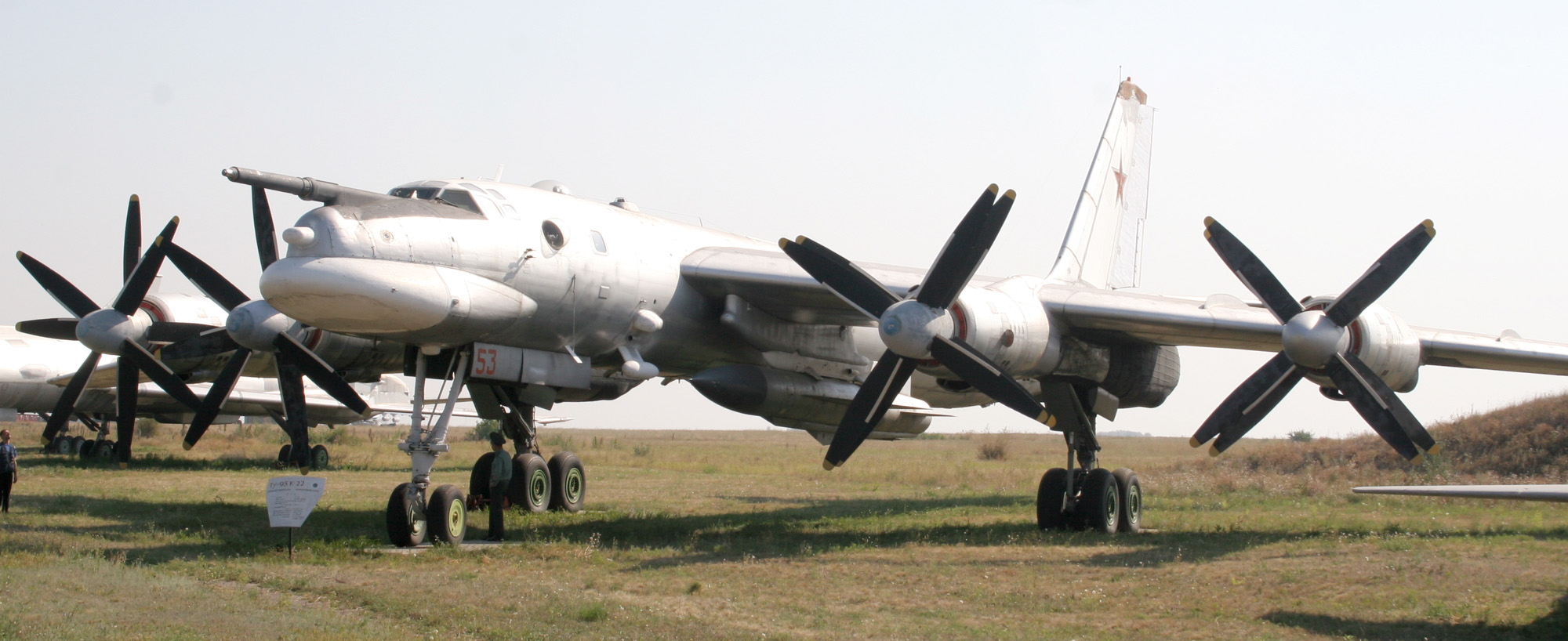
Tu-95K-22 mit einer Ch-22

## Einsatz

### Erster Golfkrieg
Während des Ersten Golfkriegs (Iran-Irak-Krieg) griffen irakische Tu-22B-Bomber mehrfach iranische Flugabwehrraketen-Stellungen mit Ch-22MP an. Bei diesen Einsätzen wurde eine große Zahl von Lenkwaffen auf verschiedene MIM-23B-I-HAWK-Stellungen abgefeuert, allerdings nur ein einziger Treffer erzielt. Die Gründe dafür waren die schlechte Ausbildung der Tu-22-Besatzungen, die mangelhafte Wartung der Lenkwaffen und Schwierigkeiten des passiven Radarsuchkopfes der Ch-22MP, die Radarstrahlung der MIM-23 auf große Distanzen zu lokalisieren. Deshalb mussten die Lenkwaffen aus Entfernungen von 60 km oder weniger gestartet werden.
Weitere Ch-22 wurden von Tu-16-Bombern gegen Flächenziele im Iran gestartet. Dabei wurden Erdölraffinerien sowie Teheran und andere Städte angegriffen.

### Russischer Überfall auf die Ukraine 2022
Beim russischen Überfall auf die Ukraine 2022 starteten russische Tu-22M-Bomber im Mai 2022 eine unbekannte Anzahl Ch-22. Die Raketen wurden gegen Landziele in der Region Donezk, Serhijiwka und Odessa eingesetzt. Bei diesen Einsätzen kam vermutlich auch erstmalig die Ausführung Ch-32 zum Einsatz.
Am Pfingstsonntag 5. Juni 2022 morgens wurden unter anderem fünf Ch-22 von russischen Bombern, wohl vom Kaspischen Meer aus, in Richtung Kiew abgefeuert, von denen eine abgefangen werden konnte (was später dementiert wurde). Vier Ch-22 trafen das Waggonwerk Darnyzja in Kiew. Während das russische Verteidigungsministerium behauptete, in diesem Werk im Zuge der Auslandshilfen für die Ukraine gelieferte T-72-Panzer vernichtet zu haben, dementierte Kiews Bahnchef Oleksandr Kamyshin dies. Weitere Ch-22 sollen aus dem Luftraum von Belarus gegen Kiew gestartet worden sein.
Am 27. Juni feuerte Russland zwei Ch-22 auf ein vermeintliches Ziel im 100 km von der Frontlinie entfernten Krementschuk. Zum Zeitpunkt des Angriffs befanden sich etwa 300 Menschen in einem dabei getroffenen Einkaufszentrum, mindestens 20 Menschen wurden getötet und rund 60 verwundet, die Anzahl der Verschütteten war unbekannt. Eine zweite Ch-22 schlug rund 500 m nördlich in ein Industriegebiet ein.
21 Zivilisten starben bei einem Angriff am 1. Juli mit zwei Raketen auf Serhijiwka, wo laut Amnesty International ein Hotel und ein Wohngebäude getroffen wurden. In der Ukraine war davon die Rede, dass der Angriff eine Vergeltung für den erzwungenen Abzug der russischen Truppen von der Schlangeninsel war.
Am 14. September meldete der Verwaltungschef des Gebiets Dnipropetrowsk, russische Kampfflugzeuge hätten sieben oder acht Ch-22 auf zivile Infrastruktur abgefeuert. Sie zerstörten ein Pumpwerk am Karatschuniwka-Stausee, der der Versorgung von 625.000 Einwohnern, vor allem in Krywyj Rih, dient. Auch die Transportinfrastruktur der Stadt sei angegriffen worden.
45 Zivilisten wurden am 14. Januar 2023 in Dnipro bei einem weiteren russischen Einsatz der Ch-22 getötet, als eine Rakete in einem großen Wohnblock einschlug. Nach ukrainischen Angaben seien bis Januar 2023 schon 208 Ch-22 Raketen auf die Ukraine abgefeuert worden. Die Ukraine verfüge (Stand Januar 2023) nicht über Waffen, die in der Lage seien, diese Art von Raketen abzuschießen. Frühere Berichte über Abschüsse seien falsch gewesen, gab die Ukraine bekannt.
Ende Juli 2023 setzte Russland Ch-22 gegen Ziele in Odessa ein. Dabei konnten nach ukrainischen Angaben nur einzelne Ch-22-Flugköper bekämpft werden, weil die dafür geeigneten Abfangssysteme, wie Patriot, der Ukraine nur in geringer Stückzahl verfügbar und für den Schutz Kiews stationiert waren.
Gemäß ukrainischen Schätzungen sollen die Streitkräfte Russlands bis Ende 2022 über 200 und bis Ende 2023 rund 300 Ch-22/-32 gegen Ziele in der Ukraine gestartet haben. Die Bekämpfung der Ch-22/-32-Lenkflugkörper gestaltet sich für die ukrainische Flugabwehr schwierig. Durch die hohe Fluggeschwindigkeit sowie den steilen Sturzflug im Zielanflug, ist eine Bekämpfung der Ch-22/32 schwer realisierbar. Erst am 19. April 2024 soll es der Ukraine erstmals gelungen sein eine Ch-32 abzuschießen.

## Verbreitung
Daten aus
- Irak – ausgemustert
- Kasachstan – ausgemustert. Nach dem Zerfall der Sowjetunion wurden die Ch-22 im Jahr 1993 an Russland abgegeben.
- Russland – im Einsatz
- Ukraine – ausgemustert. Nach dem Zerfall der Sowjetunion sollte die Ukraine im Rahmen des Budapester Memorandums und im Zuge der Nunn-Lugar-Initiative 423 Ch-22 aus sowjetischen Beständen verschrotten. Von diesen wurden 386 im Jahr 2000 an Russland in Zahlung für russische Gaslieferungen abgegeben.[52][54][55]